# Campeonato Paulista de Futebol Feminino Sub-17
O Campeonato Paulista Feminino Sub-17 é uma competição de futebol feminino organizada pela Federação Paulista de Futebol (FPF). Este foi primeiro torneio de base da modalidade no país, sendo criado com o objetivo claro de fomentar o futebol feminino, descobrir novos talentos e promover o incentivo à prática esportiva.
Desde sua inauguração em 2017, o torneio tem sido disputado em um formato híbrido, incluindo etapas de grupos e jogos eliminatórios. Entretanto, o regulamento foi sujeito a modificações ao longo dos anos, devido às variações no número de datas e de participantes.
O São Paulo é o clube com o maior número de conquistas neste torneio, totalizando seis títulos. O clube foi vitorioso em seis das sete primeiras edições realizadas. Por sua vez, o Santos possui um título.

## História
O Paulista Feminino Sub-17 foi estabelecido após a realização de um congresso técnico conduzido pela Federação Paulista de Futebol (FPF) em 22 de fevereiro de 2017. Durante este evento, a entidade promulgou as diretrizes regulatórias para a primeira edição do torneio e emitiu um comunicado oficial, declarando que o propósito do torneio era estimular o crescimento do futebol feminino. O objetivo era atrair um maior número de praticantes para essa modalidade esportiva e identificar novos talentos que contribuiriam para o futuro do esporte no Brasil. Essa competição representou um marco significativo como a pioneira em competições de base no âmbito do futebol feminino no país. Posteriormente, outras competições análogas, como o Campeonato Brasileiro Sub-16 e Sub-18, foram introduzidas.
O São Paulo obteve sucesso em seis das sete primeiras edições do torneio, demonstrando um desempenho notável que contribuiu significativamente para a consolidação das suas divisões de base como uma das mais vitoriosas no cenário nacional. Esta competição representou o retorno do São Paulo ao futebol feminino, após a reativação de seu departamento feminino por meio de uma parceria estabelecida com o Centro Olímpico. Os títulos foram conquistados nas edições correspondentes aos anos de 2017, 2018, 2019, 2021, 2022 e 2023.
Em relação ao ano de 2020, a FPF tinha a intenção de expandir seu compromisso com o futebol de base, planejando a criação de uma competição Sub-15. Essa iniciativa foi devidamente organizada, com a divulgação do regulamento e do calendário correspondentes. No entanto, as paralisações e desafios impostos pela pandemia de COVID-19 resultaram no cancelamento dessa nova competição. Além disso, a edição do Sub-17 foi marcada por uma significativa diminuição no número de participantes e datas de realização. O título desta edição foi conquistado pelo Santos.

## Formato
A estrutura da competição permaneceu relativamente constante ao longo dos anos, caracterizando-se por um sistema de disputa mista que incorpora fases de grupos e confrontos eliminatórios. No entanto, o regulamento passou por adaptações devido às variações no número de participantes. Nas duas edições inaugurais, a fase inicial consistia em grupos, e os embates eliminatórios ocorriam em duas partidas, com os vencedores, com base no placar agregado, avançando para a fase final do torneio. Em contrapartida, em 2019, uma alteração foi introduzida no formato, resultando na competição sendo composta por duas fases de grupos seguidas por duas fases eliminatórias, culminando em uma final disputada em partida única.
Entre os anos de 2020 e 2021, a FPF optou por reduzir consideravelmente o número de clubes participantes e a extensão do calendário devido à pandemia de COVID-19, que impôs desafios significativos à realização de eventos esportivos. No entanto, em 2022, houve uma retomada do formato anterior, com a reintrodução de jogos de ida e volta no torneio.

## Campeões

### Títulos por clube
| Pos | Clube             | Títulos | Vices | Semifinais |
| --- | ----------------- | ------- | ----- | ---------- |
| 1.º | São Paulo         | 6       | —     | 2          |
| 2.º | Ferroviária       | 1       | 3     | 3          |
| 3.º | Santos            | 1       | 1     | 2          |
| 4.º | Corinthians       | —       | 2     | 3          |
| 5.º | Audax             | —       | 1     | 1          |
| 5.º | São José-SP       | —       | 1     | 1          |
| 7.º | Centro Olímpico   | —       | —     | 2          |
| 8.º | Bonfim Recreativo | —       | —     | 1          |
| 8.º | Tiger Academia    | —       | —     | 1          |

### Títulos por cidade
| Pos | Cidade              | Títulos | Vices | Semifinais |
| --- | ------------------- | ------- | ----- | ---------- |
| 1.º | São Paulo           | 6       | 2     | 8          |
| 2.º | Araraquara          | 1       | 3     | 3          |
| 3.º | Santos              | 1       | 1     | 2          |
| 4.º | Osasco              | —       | 1     | 1          |
| 4.º | São José dos Campos | —       | 1     | 1          |
| 6.º | Campinas            | —       | —     | 1          |